# Општина Паленке (Чијапас)
Паленке (шп. Palenque) општина је у Мексику у савезној држави Чијапас. Општина се налази на надморској висини од 60 м.

## Становништво
Према подацима из 2010. у општини је живело 110918 становника.

### Хронологија
| Година       | 2000                  | 2005                  | 2010                   |
| ------------ | --------------------- | --------------------- | ---------------------- |
| Становништво | 85464 (42621 / 42843) | 97991 (48373 / 49618) | 110918 (54786 / 56132) |

### Попис
| \| \| м \| \| \| ж \| \| 0—2 \| 3.822 \| \| \| 3.662 \| \| 3—5 \| 3.934 \| \| \| 3.717 \| \| 6—11 \| 8.183 \| \| \| 7.942 \| \| 12—14 \| 4.067 \| \| \| 4.033 \| \| 15—17 \| 4.084 \| \| \| 4.072 \| \| 18—24 \| 7.011 \| \| \| 7.787 \| \| 60+ \| 3.631 \| \| \| 3.104 \| \| Просек : \| 25,8 \| \| \| 26,2 \| |       |  |  |       |
| |       |  |  |       |
| | м     |  |  | ж     |
| 0—2 | 3.822 |  |  | 3.662 |
| 3—5 | 3.934 |  |  | 3.717 |
| 6—11 | 8.183 |  |  | 7.942 |
| 12—14 | 4.067 |  |  | 4.033 |
| 15—17 | 4.084 |  |  | 4.072 |
| 18—24 | 7.011 |  |  | 7.787 |
| 60+ | 3.631 |  |  | 3.104 |
| Просек : | 25,8  |  |  | 26,2  |

| #   | Индикатор                                                                                        | Вредност |
| --- | ------------------------------------------------------------------------------------------------ | -------- |
| 1   | Становништво од 0 до 2 године                                                                    | 7484     |
| 2   | Мушко становништво од 0 до 2 године                                                              | 3822     |
| 3   | Женско становништво од 0 до 2 године                                                             | 3662     |
| 4   | Становништво са 3 и више година                                                                  | 102350   |
| 5   | Мушко становништво са 3 и више година                                                            | 50423    |
| 6   | Женско становништво са 3 и више година                                                           | 51927    |
| 7   | Становништво са 5 и више година                                                                  | 97230    |
| 8   | Мушко становништво са 5 и више година                                                            | 47787    |
| 9   | Женско становништво са 5 и више година                                                           | 49443    |
| 10  | Становништво са 12 и више година                                                                 | 78574    |
| 11  | Мушко становништво са 12 и више година                                                           | 38306    |
| 12  | Женско становништво са 12 и више година                                                          | 40268    |
| 13  | Становништво са 15 и више година                                                                 | 70474    |
| 14  | Мушко становништво са 15 и више година                                                           | 34239    |
| 15  | Женско становништво са 15 и више година                                                          | 36235    |
| 16  | Становништво са 18 и више година                                                                 | 62318    |
| 17  | Мушко становништво са 18 и више година                                                           | 30155    |
| 18  | Женско становништво са 18 и више година                                                          | 32163    |
| 19  | Становништво од 3 до 5 година                                                                    | 7651     |
| 20  | Мушко становништво од 3 до 5 година                                                              | 3934     |
| 21  | Женско становништво од 3 до 5 година                                                             | 3717     |
| 22  | Становништво од 6 до 11 година                                                                   | 16125    |
| 23  | Мушко становништво од 6 до 11 година                                                             | 8183     |
| 24  | Женско становништво од 6 до 11 година                                                            | 7942     |
| 25  | Становништво од 8 до 14 година                                                                   | 18974    |
| 26  | Мушко становништво од 8 до 14 година                                                             | 9535     |
| 27  | Женско становништво од 8 до 14 година                                                            | 9439     |
| 28  | Становништво од 12 до 14 година                                                                  | 8100     |
| 29  | Мушко становништво од 12 до 14 година                                                            | 4067     |
| 30  | Женско становништво од 12 до 14 година                                                           | 4033     |
| 31  | Становништво од 15 до 17 година                                                                  | 8156     |
| 32  | Мушко становништво од 15 до 17 година                                                            | 4084     |
| 33  | Женско становништво од 15 до 17 година                                                           | 4072     |
| 34  | Становништво од 18 до 24 године                                                                  | 14798    |
| 35  | Мушко становништво од 18 до 24 године                                                            | 7011     |
| 36  | Женско становништво од 18 до 24 године                                                           | 7787     |
| 37  | Женско становништво од 15 до 49 година                                                           | 29922    |
| 38  | Становништво са 60 и више година                                                                 | 6735     |
| 39  | Мушко становништво са 60 и више година                                                           | 3631     |
| 40  | Женско становништво са 60 и више година                                                          | 3104     |
| 41  | Однос између мушкараца и жена                                                                    | 97.6     |
| 42  | Становништво од нуле до 14 година                                                                | 39360    |
| 43  | Становништво од 15 до 64 године                                                                  | 66127    |
| 44  | Становништво од 65 година и више                                                                 | 4347     |
| 45  | Просечан број деце                                                                               | 2.56     |
| 46  | Становништво рођено у ентитету                                                                   | 100933   |
| 47  | Мушко становништво рођено у ентитету                                                             | 49788    |
| 48  | Женско становништво рођено у ентитету                                                            | 51145    |
| 49  | Становништво рођено у другом ентитету                                                            | 8413     |
| 50  | Мушко становништво рођено у другом ентитету                                                      | 4226     |
| 51  | Женско становништво рођено у другом ентитету                                                     | 4187     |
| 52  | Становништво од 5 година и више резидентно у ентитету у јуну 2005. године                        | 95101    |
| 53  | Мушко становништво старосног доба од 5 година и више, резидентно у ентитету у јуну 2005. године  | 46659    |
| 54  | Женско становништво старосног доба од 5 и више година, резидентно у ентитету у јуну 2005. године | 48442    |
| 55  | Становништво од 5 година и више које је живело у другом ентитету у јуну 2005. године             | 1431     |
| 56  | Мушко становништво старије од 5 година које је живело у другом ентитету у јуну 2005. године      | 743      |
| 57  | Женско становништво старије од 5 година које је живело у другом ентитету у јуну 2005. године     | 688      |
| 58  | Становништво од 3 године и више које говори аутохтони језик                                      | 45412    |
| 59  | Мушко становништво старо 3 године и више које говори аутохтони језик                             | 22522    |
| 60  | Женско становништво старо 3 године и више које говори аутохтони језик                            | 22890    |
| 61  | Становништво од 3 године и више које говори аутохтони језик и не говори шпански језик            | 7419     |
| 62  | Мушко становништво старо 3 године и више које говори аутохтони језик и не говори шпански         | 2760     |
| 63  | Женско становништво старо 3 године и више које говори аутохтони језик и не говори шпански језик  | 4659     |
| 64  | Становништво старо 3 године и више које говори аутохтони језик и шпански                         | 37453    |
| 65  | Мушко становништво старо 3 године и више које говори аутохтони језик и шпански                   | 19499    |
| 66  | Женско становништво старо 3 године и више које говори аутохтони језик и шпански                  | 17954    |
| 67  | Становништво од 5 година и више које говори аутохтони језик                                      | 43325    |
| 68  | Становништво од 5 година и више које говори аутохтони језик и не говори шпански језик            | 6306     |
| 69  | Становништво од 5 година и више које говори аутохтони језик и говори шпански језик               | 36505    |
| 70  | Становништво у домородачким домаћинствима                                                        | 59742    |
| 71  | Становништво са ограничењима у активностима                                                      | 2485     |
| 72  | Становништво са ограниченим ходањем или кретањем, горе или доле                                  | 1157     |
| 73  | Становници са ограничењима вида, чак и уз кориштење сочива                                       | 631      |
| 74  | Становништво са ограничењима говора, комуникације или конверзације                               | 481      |
| 75  | Становништво са ограниченим слухом                                                               | 144      |
| 76  | Становништво са ограничењима при одевању, купању или јелу                                        | 272      |
| 77  | Становништво са ограничењима у опажању или учењу једноставних ствари                             | 58       |
| 78  | Становништво са менталним ограничењима                                                           | 292      |
| 79  | Становништво без ограничења активности                                                           | 106060   |
| 80  | Становништво од 3 до 5 година које не похађа школу                                               | 3083     |
| 81  | Мушко становништво од 3 до 5 година које не похађа школу                                         | 1593     |
| 82  | Женско становништво од 3 до 5 година које не похађа школу                                        | 1490     |
| 83  | Становништво од 6 до 11 година које не похађа школу                                              | 888      |
| 84  | Мушко становништво од 6 до 11 година које не похађа школу                                        | 466      |
| 85  | Женско становништво од 6 до 11 година које не похађа школу                                       | 422      |
| 86  | Становништво од 12 до 14 година које не похађа школу                                             | 895      |
| 87  | Мушко становништво од 12 до 14 година које не похађа школу                                       | 387      |
| 88  | Женско становништво од 12 до 14 година које не похађа школу                                      | 508      |
| 89  | Становништво од 15 до 17 година похађа школу                                                     | 5559     |
| 90  | Мушко становништво од 15 до 17 година похађа школу                                               | 2905     |
| 91  | Женско становништво између 15 и 17 година живота у школи                                         | 2654     |
| 92  | Становништво од 18 до 24 године похађа школу                                                     | 3020     |
| 93  | Мушко становништво од 18 до 24 године похађа школу                                               | 1623     |
| 94  | Женско становништво од 18 до 24 године похађа школу                                              | 1397     |
| 95  | Становништво од 8 до 14 година које не може да чита и пише                                       | 1543     |
| 96  | Мушко становништво старосног доба од 8 до 14 година које не може да чита и пише                  | 797      |
| 97  | Женско становништво старосног доби од 8 до 14 година које не може да чита и пише                 | 746      |
| 98  | Становништво од 15 година и више које је неписмено                                               | 13297    |
| 99  | Мушко становништво од 15 година и више које је неписмено                                         | 4866     |
| 100 | Женско становништво од 15 година и више које је неписмено                                        | 8431     |
| 101 | Становништво старо 15 и више година без школовања                                                | 13031    |
| 102 | Мушко становништво старо 15 и више година без школовања                                          | 5039     |
| 103 | Женско становништво старо 15 и више година без школовања                                         | 7992     |
| 104 | Становништво старосног доба 15 и више година са непотпуним основним образовањем                  | 14144    |
| 105 | Мушко становништво старосног доба од 15 година и више са непотпуном основним образовањем         | 6870     |
| 106 | Женско становништво старосног доба 15 и више година са непотпуном основним образовањем           | 7274     |
| 107 | Становништво старо 15 и више година са комплетним основним образовањем                           | 9835     |
| 108 | Мушко становништво старо 15 година и више са комплетним основним образовањем                     | 4836     |
| 109 | Женско становништво старо 15 и више година са комплетним основним образовањем                    | 4999     |
| 110 | Становништво старосног доба 15 и више година са непотпуним средњим образовањем                   | 4440     |
| 111 | Мушко становништво старосног доба од 15 година и више са непотпуним средњим образовањем          | 2392     |
| 112 | Женско становништво старосног доба од 15 година и више са непотпуним средњим образовањем         | 2048     |
| 113 | Становништво старо 15 и више година са пуним секундарном образовањем                             | 11987    |
| 114 | Мушко становништво старосног доба од 15 година и више са пуним секундарном образовањем           | 6123     |
| 115 | Женско становништво старосног доба од 15 година и више са пуним секундарном образовањем          | 5864     |
| 116 | Становништво старије од 18 година са постосновним образовањем                                    | 14348    |
| 117 | Мушко становништво старије од 18 година са постосновним образовањем                              | 7665     |
| 118 | Женско становништво старије од 18 година са постосновним образовањем                             | 6683     |
| 119 | Просечна оцена школовања                                                                         | 6.48     |
| 120 | Просечан ниво образовања мушке популације                                                        | 6.91     |
| 121 | Просечан ниво образовања женског становништва                                                    | 6.07     |
| 122 | Економски активно становништво                                                                   | 36146    |
| 123 | Економски активна мушка популација                                                               | 28960    |
| 124 | Економски активна женска популација                                                              | 7186     |
| 125 | Становништво које није економски активно                                                         | 41948    |
| 126 | Мушко становништво које није економски активно                                                   | 9124     |
| 127 | Женско становништво које није економски активно                                                  | 32824    |
| 128 | Запослено становништво                                                                           | 35533    |
| 129 | Запослено мушко становништво                                                                     | 28465    |
| 130 | Запослено женско становништво                                                                    | 7068     |
| 131 | Незапослена популација                                                                           | 613      |
| 132 | Незапослена мушка популација                                                                     | 495      |
| 133 | Незапослена женска популација                                                                    | 118      |
| 134 | Становништво без права на здравствене услуге                                                     | 57381    |
| 135 | Становништво које има право на здравствене услуге                                                | 52109    |
| 136 | Становништво које има право на ИМСС                                                              | 10034    |
| 137 | Становништво које има право на социјално осигурање                                               | 3786     |
| 138 | Становништво које има право на државно социјално осигурање                                       | 476      |
| 139 | Становништво које има право на опште осигурање или здравствено осигурање за нову генерацију      | 36535    |
| 140 | Становништво које је било једном или није било у браку током 12 година и више                    | 28992    |
| 141 | Венчано или уједињено становништво од 12 година и више                                           | 43708    |
| 142 | Становништво које је било у браку или уједињено 12 година и више                                 | 5689     |
| 143 | Становништво са католичком религијом                                                             | 52122    |
| 144 | Протестанти, еванђелисти и библијски следбеници различити од еванђелиста                         | 40589    |
| 145 | Становништво са другим религијама различитим од претходних                                       | 12       |
| 146 | Становништво без религије                                                                        | 15797    |
| 147 | Укупно пописаних домаћинства                                                                     | 25263    |
| 148 | Пописна домаћинства на челу са мушкарцима                                                        | 20358    |
| 149 | Пописна домаћинства на челу са женама                                                            | 4905     |
| 150 | Становништво у пописним домаћинствима                                                            | 109856   |
| 151 | Становништво у пописним домаћинствима на челу са мушкарцима                                      | 92689    |
| 152 | Становништво у пописним домаћинствима на челу са женама                                          | 17167    |
| 153 | Укупно домаћинстава                                                                              | 29784    |
| 154 | Укупно насељених домаћинстава                                                                    | 25617    |
| 155 | Укупно приватних кућа                                                                            | 29430    |
| 156 | Насељени приватни домови                                                                         | 25263    |
| 157 | Укупно насељених приватних кућа                                                                  | 25616    |
| 158 | Ненасељене приватне куће                                                                         | 2934     |
| 159 | Појединачна домаћинства за привремену употребу                                                   | 1233     |
| 160 | Становници у насељеним приватним кућама                                                          | 109856   |
| 161 | Насељеност станара у приватним становима                                                         | 4.35     |
| 162 | Просечно становника по соби у приватним насељеним домаћинствима                                  | 1.65     |
| 163 | Појединачна домаћинства са подовима од различитих материјала од земље                            | 20769    |
| 164 | Појединачна домаћинства у приземљу                                                               | 4366     |
| 165 | Појединачна домаћинства са једном спаваћом собом                                                 | 14712    |
| 166 | Појединачна домаћинства са две спаваће собе и више                                               | 10466    |
| 167 | Појединачна домаћинства са једним собом                                                          | 4526     |
| 168 | Појединачна домаћинства са две собе                                                              | 8486     |
| 169 | Појединачна домаћинства са 3 собе и више                                                         | 12135    |
| 170 | Појединачна домаћинства која имају електрично светло                                             | 24003    |
| 171 | Појединачна домаћинства која немају електрично светло                                            | 1152     |
| 172 | Појединачна домаћинства која имају водоводну воду у стамбеном простору                           | 19113    |
| 173 | Појединачна домаћинства која немају водоводну воду у стамбеном простору                          | 6012     |
| 174 | Појединачна домаћинства која имају тоалет                                                        | 21767    |
| 175 | Појединачна домаћинства која имају канализацију                                                  | 20749    |
| 176 | Појединачна домаћинства која немају канализацију                                                 | 4253     |
| 177 | Појединачна домаћинства која имају електрично светло, довод воде из јавне мреже и канализацију   | 16627    |
| 178 | Појединачна домаћинства без икаквих услова                                                       | 3658     |
| 179 | Појединачна домаћинства која имају радио                                                         | 14212    |
| 180 | Појединачна домаћинства која имају телевизор                                                     | 18501    |
| 181 | Појединачна домаћинства која имају фрижидер                                                      | 14996    |
| 182 | Појединачна домаћинства која имају машину за веш                                                 | 8040     |
| 183 | Појединачна домаћинства која имају аутомобил или комби                                           | 3215     |
| 184 | Појединачна домаћинства која имају рачунар                                                       | 2196     |
| 185 | Појединачна домаћинства која имају фиксну телефонску линију                                      | 2474     |
| 186 | Појединачна домаћинства која имају мобилни телефон                                               | 10116    |
| 187 | Појединачна домаћинства која имају приступ интернету                                             | 963      |